# Telefonní ústředna

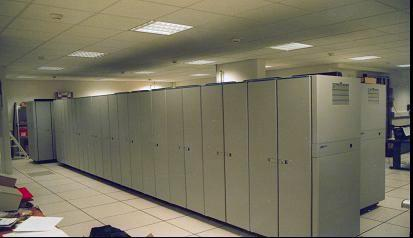
Telefonní ústředna (Nortel DMS)

Telefonní ústředna je zařízení, které zajišťuje spojování telefonních hovorů a další funkce včetně účtování telekomunikačních služeb. K místním telefonním ústřednám (v poslední době nahrazeným koncentrátory) jsou připojeny telefony účastníků, uzlové nebo tranzitní telefonní ústředny zajišťují propojení na delší vzdálenosti. Zvláštním druhem jsou mobilní ústředny, které kromě spojování hovorů plní i úlohy spojené s mobility managementem a roamingem.

## Historický vývoj
První telefonní ústředna byla uvedena do provozu ve státě Connecticut (USA) v roce 1878. Princip prvních ústředen spočíval v manuálním spojování příslušných vodičů spojovatelkou. Almon Strowger, povoláním hrobníkem později vynálezcem, neměl rád nespolehlivou lidskou obsluhu, která prý záměrně přepojovala hovory na jeho konkurenta a tak vymyslel v roce 1891 automatický volič (nazývaný Strowgerův). První Strowgerova automatická telefonní ústředna byla uvedena do provozu roku 1892 v městě La Porte v Indianě. Princip Strowgerova voliče spočívá v počítání pulsů vysílaných z telefonu s kruhovou číselnicí – s každým pulsem se volič přesune do další polohy. Kaskádním řazením voličů se zpracovává více čísel.

## Druhy a generace telefonních ústředen
Telefonní ústředny během svého vývoje prošly několika vývojovými stádii od prvních synchronních systémů, kdy bylo spojení vytvářeno v době, kdy se vracela natažená rotační číselnice na účastnickém telefonním přístroji, přes systémy asynchronní, které vytáčené číslo nejprve uložily v registru a teprve po jeho analýze zahájily výstavbu spojení, až po systémy plně digitální a IP telefonie.
Proto se telefonní ústředny dělí na analogové a digitální, podrobněji na systémy 1. až 3. generace (v podstatě systémy analogové) a systémy 4. (zatím poslední) a 5.generace (digitální systémy):

### Analogové telefonní ústředny
1. generace – synchronní systémy s krokovými voliči (ústředna P51)

2. generace – křížové spínače s asynchronními voliči, registry pro záznam čísel (ústředny řady PK (PK201, PK202) vyráběné v Tesle, MK 611, ARM 201/4)
 na území ČR nasazovány od roku 1970

3. generace – centrální programové řízení (procesor), elektromechanickým či elektronickým spojováním, analogové systémy (s elektronickým řízením, pražská mezinárodní tranzitní ústředna AKE 13 od firmy Ericsson).

### Digitální telefonní ústředny
4. generace – rozprostřené programové řízení, digitální spojování, podpora Signalizačního systému č. 7 (v ČR se od roku 1992 používají ústředny EWSD od firmy Siemens a S12 od Alcatelu). Jak mobilní tak ústředny pro pevnou síť dále vyrábí firmy Ericsson, Nokia, Lucent Technologies[nedostupný zdroj]

5. generace – původní idea byla vytvořit systém s elektronickým řízením a optickým spojováním (optické spojové pole a přenos po optických kabelech). To však nebylo nikdy realizováno (vysoká cena), proto se za 5. generaci začaly považovat systémy na bázi VoIP (Voice Over IP), viz 5.1.

5.1 generace – paketový princip komutace hovorového signálu tzv. softswitch, kde je spojovací pole realizováno softwarově např. pomocí VoIP nebo ATM (např. Cisco, Cirpack, PhoNet nebo různé klony Asterisku).